# Juglans hindsii
Juglans hindsii är en valnötsväxtart som först beskrevs av Jeps., och fick sitt nu gällande namn av Jeps. och R. E. Smith. Juglans hindsii ingår i släktet valnötter, och familjen valnötsväxter. Inga underarter finns listade i Catalogue of Life. Populationen infogades tidigare i Juglans californica.
Arten är ett lövfällande träd som blir 6 till 23 meter högt. Det har i brösthöjd en diameter av 30 till 60 cm. Barken består av flera gråa skivor. Bladen sitter mittemot varandra på kvisten med undantag av den sista. De är 7 till 13 cm långa och 2 till 3 cm breda. Bladen har längs ådrorna små hår. Detta träd blommar mellan april och maj. Frukten är klotrund och har en diameter av 35 till 50 mm. Inuti finns nötet med en diameter av 24 till 32 mm. Det är inte lika vågigt som andra valnöt.
Utbredningsområdet sträcker sig från sydvästra Kalifornien, norr om Los Angeles till södra Oregon. Arten växer i låglandet och i kulliga regioner upp till 300 meter över havet. Juglans hindsii hittas van längs vattendrag i klippiga och torra områden.
Detta träd påverkas regionalt av landskapsförändringar. Kanske drabbas några exemplar av svampsjukdomen Geosmithia morbida. Hela populationen anses vara stabil. IUCN listar arten som livskraftig (LC).